# Necșești (Fehér megye)
Necșești falu Romániában, Erdélyben, Fehér megyében. Közigazgatásilag Aranyosvágás községhez tartozik.

## Fekvése
Aranyosvágás közelében fekvő település.

## Története
Necşeşti korábban Aranyosvágás része volt, 1956 körül vált külön, ekkor 290 lakosa volt. 1966-ban 263, 1977-ben 240, 1992-ben 221, 2002-ben pedig 202 román lakosa volt.